# 国际板球一日

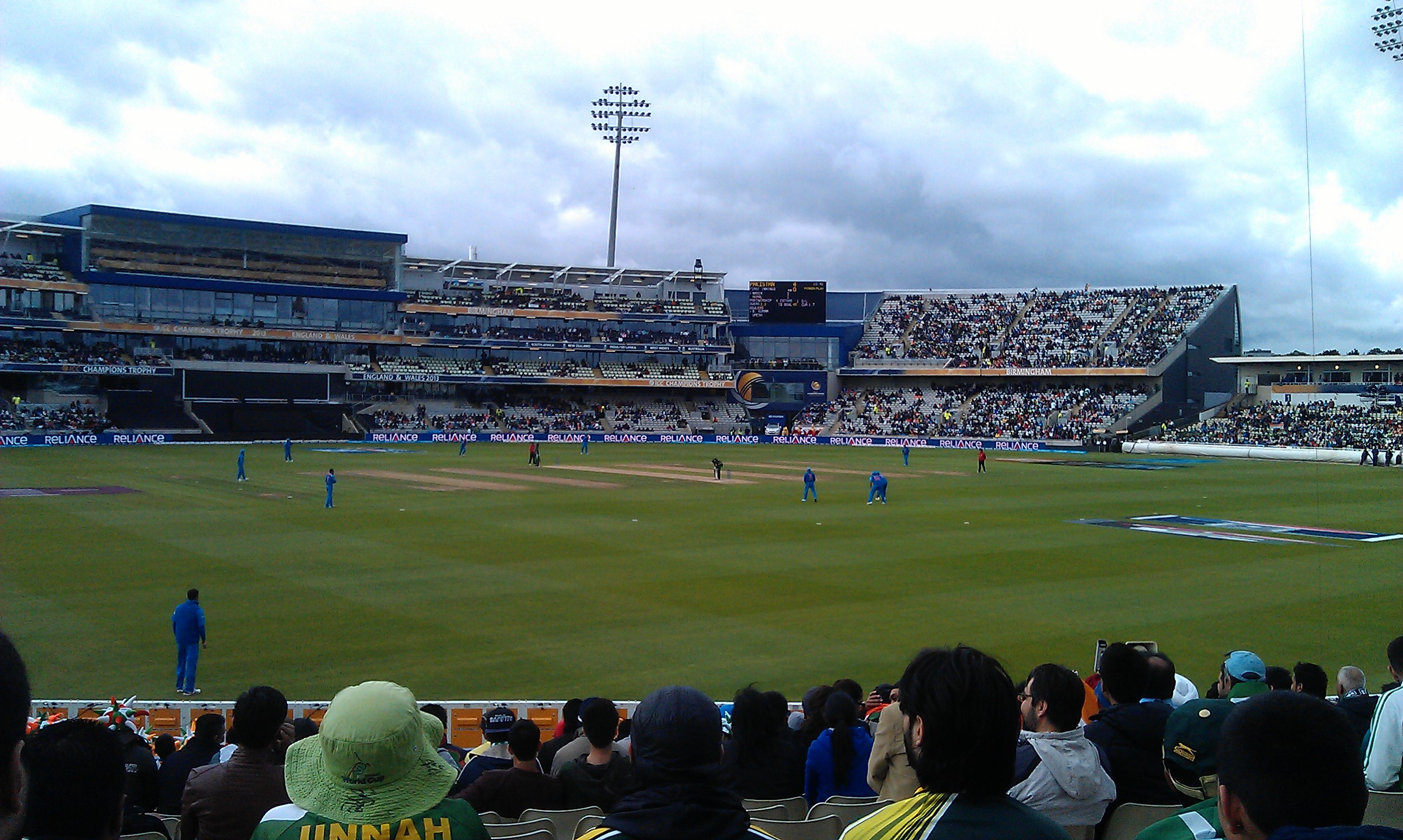
国际板球一日

国际板球一日（One Day International）是板球比賽的一种赛制，由两支具有一定實力的球队之間進行對決，比赛最长可持续7个小时。  一般每四年举办一次的板球世界杯就是采用这种赛制。
国际板球一日是從二十世纪末開始发展起来的。首场實行国际板球一日賽制的比賽于1971年1月5日在墨爾本板球場举行，对阵双方是澳大利亚队和英格兰队。 